# Радльна
Радльна (пол. Radlna) — село в Польщі, у гміні Тарнів Тарновського повіту Малопольського воєводства.
Населення — 679 осіб (2011).
У 1975-1998 роках село належало до Тарновського воєводства.

## Демографія
Демографічна структура станом на 31 березня 2011 року:
|          | Загалом | Допрацездатний вік | Працездатний вік | Постпрацездатний вік |
| -------- | ------- | ------------------ | ---------------- | -------------------- |
| Чоловіки | 351     | 85                 | 235              | 31                   |
| Жінки    | 328     | 74                 | 197              | 57                   |
| Разом    | 679     | 159                | 432              | 88                   |